# Tom Sawyer kalandjai (film, 2000)
A Tom Sawyer kalandjai (eredeti cím: Tom Sawyer) 2000-ben megjelent amerikai zenés 2D-s számítógépes animációs film, melynek Mark Twain azonos című regényének adaptációja, és az emberi szereplőket emberhez hasonló állatok alakítják. A szereplők hangjait nagyrészt amerikai country-énekesek adják. Az animációs játékfilm rendezője Paul Sabella, producere Jonathan Dern. A forgatókönyvet Patricia Jones, Donald Reiker és Jymn Magon írta, a zenéjét Mark Watters szerezte. A videofilm a Metro-Goldwyn-Mayer Animation gyártásában készült, és ugyancsak a MGM Home Entertainment forgalmazásában jelent meg. Műfaja zenés filmvígjáték.
Amerikában 2000. április 4-én adták ki VHS-en, Magyarországon 2004. december 29-én a TV2-n vetítették le a televízióban.

## Szereplők
- Rhett Akins – Tom Sawyer (macska) hangja (Molnár Levente)
- Mark Wills – Huckleberry Finn (vörös róka) hangja (Előd Botond)
- Hank Williams Jr. és Kevin Michael Richardson – Indián Joe (grizzly medve) hangja (Bolla Róbert)
- Hynden Walch, Lee Ann Womack (ének) – Becky Thatcher (orosz kék macska) hangja (Bogdányi Titanilla)
- Clea Lewis, Alecia Elliott (ének) – Amy Lawrence (perzsamacska) hangja (Roatis Andrea)
- Betty White – Polly Sawyer néni (macska) hangja (Némedi Mari)
- Dean Haglund – Sid Sawyer (perzsamacska) hangja (Bódy Gergely)
- Don Knotts – Mutt Potter (véreb) hangja (Pálfai Péter)
- Richard Kind – Mr. Dobbins (pulyka) hangja (Galbenisz Tomasz)
- Waylon Jennings – Thatcher bíró (orosz kék macska) hangja (Szokolay Ottó)
- Pat Corley – McGee seriff (bulldog) hangja (Lázár Sándor)
- Thom Adcox – Bob seriffhelyettes (véreb) hangja (Faragó József)
- Marty Stuart – Tiszteletes (disznó) hangja (Kapácsy Miklós)
- Dee Bradley Baker – Dölyfi, a béka hangja

## Betétdalok
- Leave Your Love Light On (előadja: Marty Stuart)
- Can't Keep a Country Boy Down (előadja: Charlie Daniels)
- Hook, Line, and Sinker (előadja: Mark Nesler)
- Houseboat Painting Song (előadja: Rhett Akins)
- One Dream (előadja: Lee Ann Womack és Alecia Elliott)
- Friends for Life (előadja: Rhett Akins és Mark Wilis)
- Never, Ever, and Forever (előadja: Lee Ann Womack és Mark Willis)
- Light at the End of the Tunnel (Reprise) (előadja: Bryan White, Rebecca Lynn Howard, Rhett Akins és Lee Ann Womack)

## Televíziós megjelenések
TV2, TV2 Kids 